# Sunshine Dad
Sunshine Dad è un film muto del 1916 diretto da Edward Dillon. Prodotto dalla Fine Arts Film Company, il film fu distribuito dalla Triangle Film Corporation. DeWolf Hopper, l'interprete principale, era un famoso attore del teatro leggero americano. Suo figlio, il piccolo William (che appare anche lui nel film), sarebbe diventato molto noto presso il pubblico televisivo interpretando, negli anni 50/60, la parte dell'investigatore nei telefilm delle serie Perry Mason.

## Trama
Un ladro internazionale, che si fa chiamare conte Kottschkoiff e che ha rubato da un tempio indiano dei gioielli sacri, viene braccato dagli indù che gli mettono alle calcagna dei fachiri. Kottschkoiff dà i gioielli a una sua vecchia fiamma, la vedova Marrimore. La donna impreziosisce con i gioielli una giarrettiera, ma, durante un ricevimento, mentre sta danzando, la perde: il prezioso indumento viene raccolto da Evergreen, un attore squattrinato che corteggia la vedova. Dopo aver letto un avviso che promette una ricompensa a chi restituirà la giarrettiera, fa un piccolo pacco con i gioielli, accompagnandolo con un biglietto dove dichiara il suo affetto per la signora e poi lo lascia sulla scrivania. Charlotte, la fidanzata di suo figlio Fred, scesa a recuperare tutti i pacchetti che aveva lasciato nella stanza dopo lo shopping, prende per sbaglio anche quello che avvolge i gioielli. Quando legge il biglietto, la ragazza pensa che sia di Fred che la sta tradendo con la vedova. Prende il pacchetto e lo manda all'indirizzo segnato un momento prima che giunga Evergreen, che si è, nel frattempo, reso conto di quanto accaduto. Intanto i fachiri hanno rintracciato la signora Marrimore ma, non avendo trovato in casa i gioielli, la rapiscono legandola poi a un palo davanti al quale si trova la gabbia di un leone. Per torturare la donna, volendole far confessare dove si trovino i gioielli, alzano pian piano la porta della gabbia finché il leone non potrà uscire. Evergreen riesce a giungere in tempo per salvare la donna: i gioielli vengono restituiti ai loro proprietari e il conte viene arrestato.

## Produzione
Il film - girato con il titolo di lavorazione A Knight of the Garter - fu prodotto dalla Fine Arts Film Company.

## Distribuzione
Distribuito dalla Triangle Distributing, il film uscì nelle sale cinematografiche USA il 16 aprile 1916. Copia della pellicola viene conservata negli archivi della Library of Congress.